# Ilhas Plavnikovyye

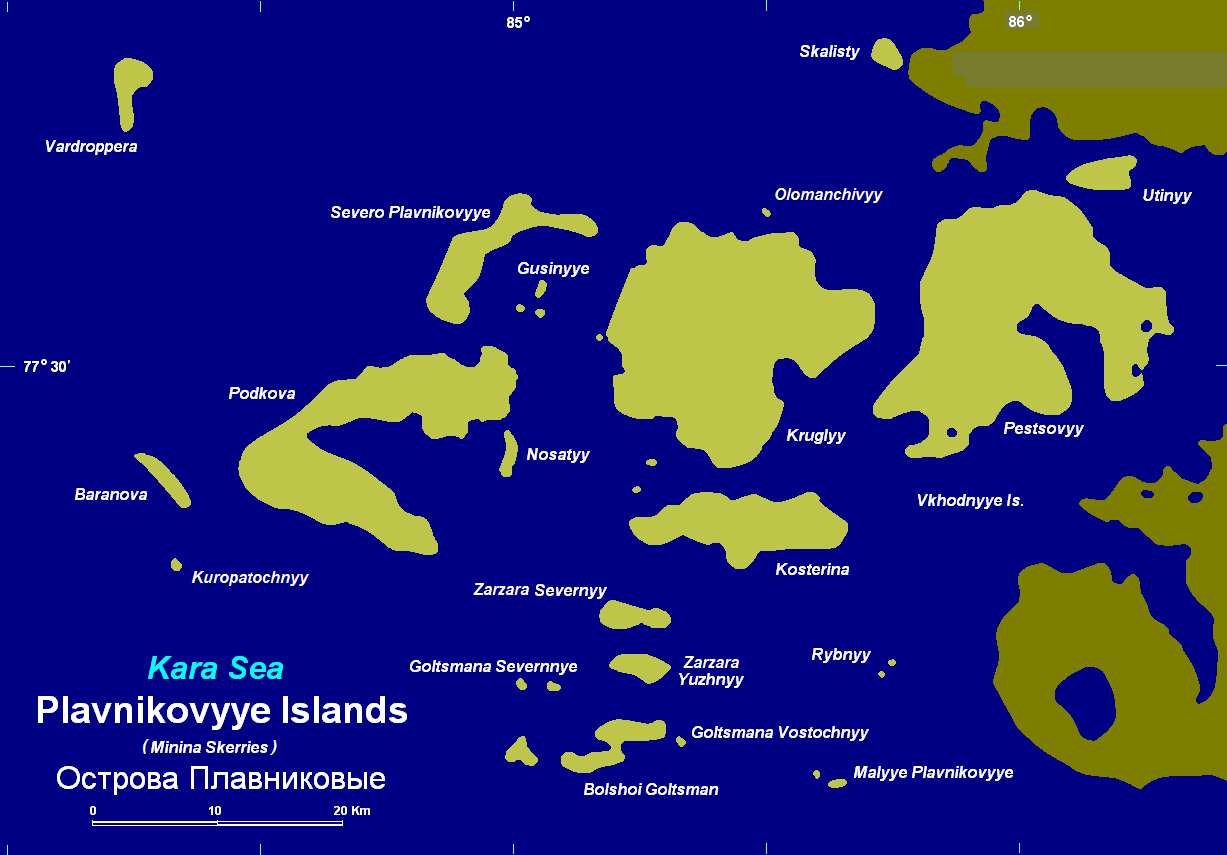

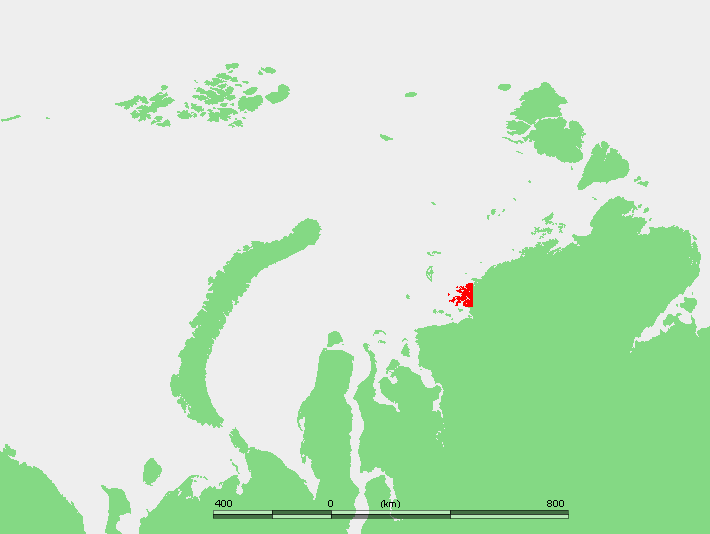
Localização dos escolhos de Minin. As ilhas Plavnikovyye ficam na parte sul deste complexo de escolhos.

As Plavnikovyye Islands (em russo:  острова Плавниковые; Ostrova Plavnikovyye) são um arquipélago na parte oriental do Mar de Kara ao largo da costa da Sibéria.
As ilhas estão cobertas por vegetação de tundra, com muitos lagos e pântanos, e cobertas por neve e gelo na maior parte do ano. 
As maiores ilhas são a ilha Pestsovyy e a ilha Kruglyy. Grande parte das ilhas está a menos de 10 km a oeste das costas da península de Taymyr. Outras, como a  ilha Vardroppera, ficam bem mais afastadas. 
O grupo de ilhas mais oriental, incluindo Kosterina e Pestsovyy, também se conhece como ilhas Vkhodnyye.
As ilhas Plavnikovyye ficam a sul da pequena península de Kolosovykh. Geologicamente fazem parte dos escolhos de Minin, uma complexa formação que inclui as ilhas Kolosovykh mais para norte.
O arquipélago está entre as latitudes 73°15'N e 74°40'N e longitudes 84°E e 86°30'E. 
O mar em torno das ilhas Plavnikovyye está coberto por gelo no inverno e o clima é muito rigoroso, com longos e duros invernos. O mar em redor está obstruído por gelo mesmo no verão.
O arquipélago pertence administrativamente ao krai de Krasnoyarsk, na Federação Russa. Também faz parte da Reserva Natural do Grande Ártico, a maior reserva natural da Rússia.
As ilhas Plavnikovyye não devem ser confundidas com a ilha Plavnikovyy (Ostrov Plavnikovyy), ao largo da costa ocidental de Severnaya Zemlya, também no mar de Kara. 